# Марина (Рим)
Марина (итал. Marina) је насеље у Италији у округу Рим, региону Лацио.
Према процени из 2011. у насељу је живело 478 становника. Насеље се налази на надморској висини од 107 м.